# Jan Petruška
Jan Petruška (11. května 1762 Vysoké nad Jizerou – 15. prosince 1819 tamtéž) byl český podučitel, písmák, dramatik a divadelník a obrozenec. Pod vlivem prvních divadelních představení v češtině sestavil ve Vysokém nad Jizerou divadelní soubor, se kterým sehrál autorské hry, čímž se stal de facto zakladatelem prvního česky hrajícího ochotnického spolku v českých zemích. Na základě toho se pak ve městě zformoval ochotnický soubor Krakonoš, jehož tradice stále pokračuje.

## Život

### Mládí
Narodil se ve Vysokém nad Jizerou, tedy v českém jazykovém prostředí, které ve druhé polovině 18. století stále čelilo tendencím poněmčování. Absolvoval základní vzdělání, posléze se stal pomocným učitelem ve Vysokém.

### Divadlo
Roku 1786 pobýval Petruška v Praze u svého bratra, který zde pracoval jako tkadlec. Zde společně navštívili představení Břetislav a Jitka od Václava Tháma v divadle Bouda na Koňském trhu, prvním divadle s českým repertoárem. Nadchl se zde pro myšlenku divadla a po návratu sepsal autorskou historickou hru Bruncvík, inspirovanou legendou o rytíři Bruncvíkovi, kterou secvičil se souborem svých žáků a přátel. Představení se odehrávala ve světnici či na zahradě Petruškova domu č. 67, nebo č. 80 ve Vysokém. Ještě téhož roku o Vánocích uvedl se svým souborem hry Meluzína a Komedyje o svaté Jenovefě. V divadelní produkci pak pokračoval i v dalších letech, posléze též s dospělými herci.
Pro potřeby souboru bylo roku 1798 vybudováno v útrobách městské radnice dřevěné divadelní pódium, kde byla mj. hra Bruncvík úspěšně reprízována. V roce 1812 vznikly také kulisy a výmalba jevištěm od Karla Rona, roku 1818 si ochotníci svépomocně vyrobili také oponu. Petruška následně pro soubor napsal též další kratší hry, mj. Josef Egyptský a Narození s biblickými náměty. Mezi členy souboru byl také pozdější písmák a dramatik František Voceďálek.

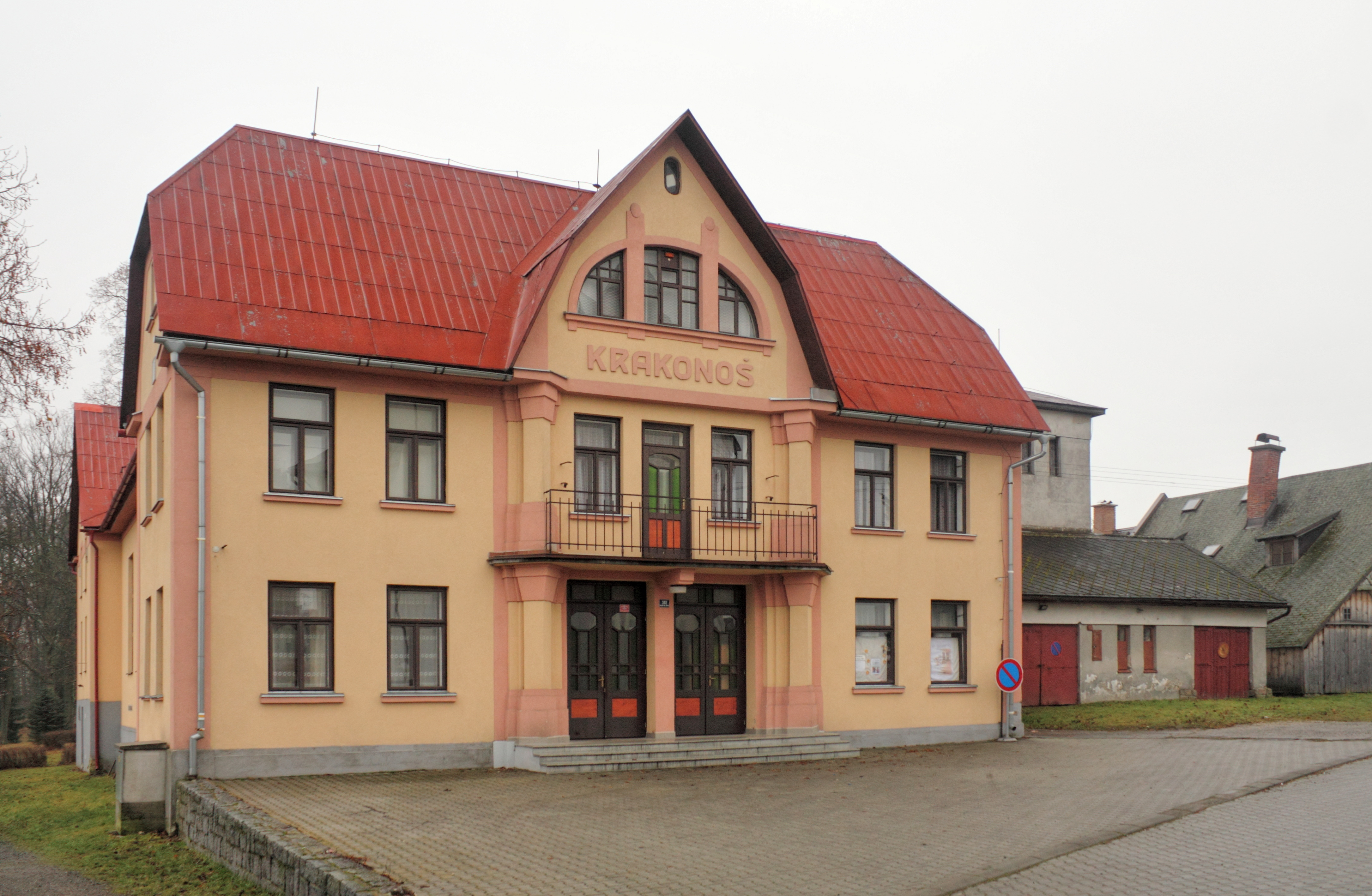
Kulturní dům Krakonoš (2014)

### Úmrtí
Jan Petruška zemřel 15. prosince 1819 ve Vysokém nad Jizerou.

### Po smrti
Soubor se etabloval pod názvem Krakonoš a nadále pokračoval v činnosti, byť v jistých dobách čelil obstrukcím ze strany rakouských úřadů, kdy musel mít soubor k hraní povolení. Nadále hrál v sále na radnici, posléze ve 20. letech 20. století byl postaven kulturní sál Krakonoš, kde získal soubor svou stálou scénu.